# Захария II
Захария II — 15-й католикос церкви Кавказской Албании в первой половине VII века.
Согласно Киракосу Гандзакеци и Мхитару Айриванеци, Захария был главой албанской церкви 15 лет.
Захария являлся одним из наиболее почитаемых патриархов церкви Кавказской Албании. К нему употреблялись эпитеты «муж святой и непорочный», а также сообщается, что он «освободил армян, иберов и албан, пленненых Шат-хазаром»,  «поручился за великий город Партав и молитвами своими спас от меча много людей».
Согласно Мовсесу Каганкатваци, во время осады Партава византийским императором Ираклием, священник Захария, который был иноком Партавского монастыря, «разного рода средствами спасал множество христиан, евреев и язычников». В последствии за эти заслуги он был назначен католикосом албанского престола․